# Municipio de Kungsör
Kungsör (en sueco: Kungsörs kommun) es un municipio de la provincia de Västmanland, Suecia. Su sede se encuentra en la localidad de Kungsör. El municipio actual se formó en 1971 cuando Kungsör y Kung Karl (de los cuales Kungsör había sido separado como una ciudad de mercado (köping) en 1907) se fusionaron.

## Localidades
Hay dos áreas urbanas (tätort) en el municipio:
| # | Tätort  | Población |
| - | ------- | --------- |
| 1 | Kungsör | 6164      |
| 2 | Valskog | 674       |

## Ciudades hermanas
Kungsör esta hermanado o tiene tratado de cooperación con:
- Spydeberg, Noruega